# 野波麻帆
野波 麻帆（のなみ まほ、1980年5月13日 - ）は、日本の女優、スタイリスト、DJ。東京都出身。東宝芸能所属。

## 略歴
1996年、第4回東宝「シンデレラ」オーディションでグランプリを受賞したことを契機に芸能活動を始める。
1997年、『寿司、食いねェ!4』でテレビドラマに、『モスラ2 海底の大決戦』で映画にそれぞれ初出演。1998年、『愛を乞うひと』で国内の各新人賞と各助演女優賞を多く受賞した。2001年には『案山子 KAKASHI』で映画初主演。2002年からは『こちら本池上署』シリーズに中井あずさ役でレギュラー出演した。共演した知念里奈とはこれがきっかけで親友となった。
大のファッション好きとしても知られ、それが高じて、2007年、友人であるYOON（m-flo・VERBALの妻）とThe Othersというユニット名でスタイリストデビューした。同じ事務所の長澤まさみなどのスタイリストをしている。また、The OthersとしてDJ活動も行うなど、女優業以外にも様々な活動を行う。
2009年、『セレぶり3』で連続テレビドラマ初主演。2010年のテレビドラマ『モテキ』ではヒロインの1人を演じた。2013年の映画『つやのよる ある愛に関わった、女たちの物語』ではヌードになってベッドシーンを演じている。
2016年、夫と共に子供服ブランド「himher」を立ち上げた。

## 人物
東宝シンデレラへの応募に際し、高校1年生の2学期に芸能活動が禁止であった立教女学院高等学校から芸能コースのある堀越高等学校に転校した。野波は、女優になりたかったため同オーディションに人生をすべてかけたと述べているが、その後振り返りグランプリになっていなかった場合を考えていなかった自身の大胆さに恐れを感じたという。
映画『モスラ2 海底の大決戦』に出演した際、野波は気持ちを伝えるために動作をつけるのが芝居をすることだと考えていたが、監督の三好邦夫からセリフで感情を表すところと雰囲気や表情だけで感情を表すところのめりはりの付け方を指示され、自身との考えの違いに戸惑った。しかし、三好から参考にするよう勧められた宝塚のビデオを観て、非日常的な演技や腹式呼吸から来るセリフの話法が理解できたという。野波について三好は、映画初出演で苦労した部分もあったが芝居心があり、高校生としては大人っぽい感じであったと述べている。衣裳デザインを担当した本谷智子は、野波は補正の必要がなく衣裳の作りがいがあるスタイルであったといい、その完璧なプロポーションが衣裳に豪華さを与えていたと評している。
デビュー当時は、目標とする女優に田中美佐子を挙げていた。

### 私生活
2012年12月上旬、俳優の水上剣星と結婚。2013年6月29日に第1子女児、2015年9月16日に第2子女児を出産した。

## 出演

### 映画
- モスラ2 海底の大決戦（1997年） - ユナ 役[1]
- 愛を乞うひと（1998年） - 山岡深草 役
- セカンドチャンス 第3話（1999年） - 麻宮香奈 役
- ekiden 駅伝（2000年） - 川田宏美 役
- 案山子 KAKASHI（2001年） - 主演・吉川かおる 役
- プラトニック・セックス（2001年） - 山口明美 役
- CROSS（2001年） - ミサキ 役
- ラストシーン（2002年） - 北川ユカ 役
- 群青の夜の羽毛布（2002年） - さとるの妹 役
- KEEP ON ROCKIN'（2003年） - 英二の妹 役
- Summer Nude（2003年） - 主演・長谷部夏樹 役
- 2LDK（2003年） - 主演・ラナ 役
- 問題のない私たち（2004年） - 加藤茜 役
- デコトラの鷲 会津・喜多方人情街道（2004年） - 高村由紀恵 役
- 好きだ、（2005年） - 虎美 役
- 悲しき天使（2006年） - 若い記者 役
- PETBOX トカゲ飛んだ?（2006年） - 松嶋 役
- 7月24日通りのクリスマス（2006年） - 朝倉直子 役
- Dear Friends （2007年） - 看護師 役
- 眉山（2007年） - 看護師 役
- ネガティブハッピー・チェーンソーエッヂ（2008年） - 裕美 役
- チーム・バチスタの栄光（2008年） - 星野響子 役
- 髪がかり（2008年） - 須川沙紀 役
- クライマーズ・ハイ（2008年） - 黒田美波 役
- BABY BABY BABY! -ベイビィ ベイビィ ベイビィ-（2009年） - 井上真由美 役
- パレード（2010年） - 美咲 役
- LIAR GAME -再生-（2012年） - 犬塚エイコ 役
- つやのよる ある愛に関わった、女たちの物語（2013年） - 橋本湊 役
- 中学生円山（2013年） - 下井の妻 役
- 脳内ポイズンベリー（2015年） - 川上礼子 役
- 嘘を愛する女（2018年） - 綾子 役
- 浅田家!（2020年） - 浅田和子 役[11]
- 今夜、世界からこの恋が消えても（2022年） - 神谷文乃 役[12]
- 宮松と山下（2022年） - 里帆 役
- 身代わり忠臣蔵（2024年） - 大石りく 役[13]
- 映画 おいハンサム!!（2024年） - シイナ 役[14]
- 隣のステラ（2025年公開予定） - 小柳律子 役[15]

### 短編映画
- 短編オムニバス映画 GEMNIBUS vol.1『knot』（2024年）[16]

### テレビ

#### 連続ドラマ
- 鏡は眠らない（1997年10月 - 11月、NHK「水曜ドラマシリーズ」） - 深堀民子 役
- LOVE&PEACE（1998年4月 - 7月、日本テレビ） - 堀口葉月 役
- 必要のない人（1998年10月 - 12月、NHK） - 大野奈々子 役
- ピーチな関係（1999年10月 - 12月、読売テレビ） - 小清水ひとみ 役
- 恋愛中毒 第8・9話（2000年3月、テレビ朝日） - 合田ナナ 役
- お前の諭吉が泣いている（2001年1月 - 3月、テレビ朝日） - 村山百合（リンゴちゃん） 役
- 逃亡（2002年1月 - 2月、NHK「金曜時代劇」） - お蝶 役
- 陰陽師☆安倍晴明〜王都妖奇譚〜（2002年7月、フジテレビ） - 千早 役
- こちら本池上署（TBS） - 中井あずさ 役
  - 第1シリーズ（2002年7月 - 9月）
  - 第2シリーズ（2003年4月 - 7月）
  - 第3シリーズ（2004年1月 - 3月）[17]
  - 第4シリーズ（2004年10月 - 12月）[18]
  - 第5シリーズ（2005年6月 - 9月）[19]
- ドールハウス〜特命女性捜査班〜（2004年1月 - 3月、TBS） - あゆみ 役
- 大奥 第一章（2004年10月 - 12月、フジテレビ） - お夏 役
  - 大奥 第一章 スペシャル（2005年4月、フジテレビ） - お夏 役
- 富豪刑事（2005年1月 - 3月、テレビ朝日） - 樋口純子 役
  - 富豪刑事デラックス（2006年4月 - 6月、ABC・テレビ朝日） - 樋口純子 役
- 恋の時間（2005年10月 - 12月、TBS） - 水谷涼子 役
- どんど晴れ（2007年、NHK） - 里中レナ 役
- 勉強していたい!（2007年8月 - 9月、NHK） - 安田里佳 役
- 死化粧師 エンバーマー間宮心十郎 第7話 - 最終話（2007年11月 - 12月、テレビ東京） - 仁科早紀 役
- 33分探偵（2008年8月 - 9月、フジテレビ） - アイ 役
  - 帰ってこさせられた33分探偵（2009年3月 - 4月、フジテレビ） - アイ 役
- セレぶり3（2009年1月 - 3月、テレビ東京） - 主演・ジョナ（小川おたみ） 役
- 隠蔽指令（2009年10月 - 11月、WOWOW「連続ドラマW」） - 木村梢 役
- 同窓会〜ラブ・アゲイン症候群（2010年4月 - 6月、テレビ朝日） - 菊田早苗 役
- MUSICAL3（2010年4月 - 6月、TOKYO MX） - 主演・四季蚊帳子 役
- モテキ（2010年7月 - 9月、テレビ東京） - 土井亜紀 役
- TOKYO23〜サバイバルシティ（2010年9月 - 10月、WOWOW「ミッドナイト☆ドラマ」） - 結城望 役
- TOKYO コントロール（2011年1月 - 5月、フジテレビNEXT） - 中島ハル 役
- 四十九日のレシピ（2011年2月 - 3月、NHK） - 笹原亜由美 役
- 家政婦のミタ（2011年10月 - 12月、日本テレビ） - 風間美枝 役
- TOKYOエアポート〜東京空港管制保安部〜（2012年10月 - 12月、フジテレビ） - 中島ハル 役
- 花のズボラ飯（2012年10月 - 12月、MBS） - 小野 役
- ハニー・トラップ（2013年10月 - 12月、フジテレビ） - 宮原杏奈 役[20]
- 学校のカイダン（2015年1月 - 3月、日本テレビ） - 響すみれ 役[21]
- ダメな私に恋してください（2016年1月 - 3月、TBS） - 生嶋晶 役[22]
- 時をかける少女（2016年7月 - 8月、日本テレビ） - 松下由梨 役[23]
- ヒトヤノトゲ〜獄の棘〜（2017年3月 - 4月、WOWOW「連続ドラマW」） - 与田悦子 役
- 恋がヘタでも生きてます（2017年4月 - 6月、日本テレビ） - 和久井遙香 役[24]
- 新宿セブン（2017年10月 - 12月、テレビ東京） - 宝生エリカ 役[25]
- 新しい王様（2019年1月、TBS） - 小寺翼 役
  - 新しい王様 Season2（2019年2月 - 4月、TBS） - 小寺翼 役[26]
- ハケン占い師アタル（2019年1月 - 3月、テレビ朝日） - 田端友代 役[27]
- スパイラル〜町工場の奇跡〜（2019年4月 - 6月、テレビ東京） - 正木奈津美 役[28]
- 連続殺人鬼カエル男（2020年1月 - 2月、関西テレビ） - ヒロイン・有働さゆり 役[29]
- 婚姻届に判を捺しただけですが 第3話 - 最終話（2021年11月 - 12月、TBS） - 森田瑞希 役
- おいハンサム!!（2022年1月8日 - 2月26日、東海テレビ・フジテレビ） - シイナ 役
  - おいハンサム!!2（2024年4月6日 - 5月25日）[14]
- 夫婦円満レシピ〜交換しない?一晩だけ〜（2022年10月 - 12月、テレビ東京） - 香坂佳恵 役
- ZIP! 朝ドラマ「クレッシェンドで進め」（2022年10月 - 12月、日本テレビ） - 樫舞子 役[30]
- 警視庁アウトサイダー（2023年1月 - 3月、テレビ朝日） - 倉間彩子 役[31]
- 夫の家庭を壊すまで（2024年7月 - 9月、テレビ東京） - 三宅理子 役[32]
- いきなり婚（2025年1月8日 - 3月26日、日本テレビ） - 池崎未来 役[33]
- ホンノウスイッチ（2025年1月11日 - 3月15日、テレビ朝日） - 木原蓉子 役[34]
- 愛の、がっこう。（2025年7月10日 - 、フジテレビ） - 田所雪乃 役[35]

##### ゲスト出演
- P.A.プライベート・アクトレス 第5話（1998年11月、日本テレビ） - 田所なつき 役
- しくじり鏡三郎 第17話（1999年7月、NHK） - 雪 役
- ナースのお仕事3 第16話（2000年7月、フジテレビ） - 柴田弘美 役
- 愛をください 第5話（2000年8月、フジテレビ） - りさ 役
- 京都迷宮案内 第3シリーズ 第1話（2001年1月、テレビ朝日） - 島袋幸恵 役
- 愛なんていらねえよ、夏 第9話（2002年9月、TBS）
- エラいところに嫁いでしまった! 第7話（2007年2月、テレビ朝日） - 井吹明日香 役
- ジャッジ 〜島の裁判官奮闘記〜 第3話（2007年10月、NHK） - 坂井判事補 役
- 4姉妹探偵団 第4話（2008年2月、ABC・テレビ朝日） - 堀江涼子 役
- 未来講師めぐる 第7話（2008年2月、テレビ朝日「金曜ナイトドラマ」） - 手塚絵里子（AV女優・沢樹あんな） / 手塚ジュン（29歳時） 役
- 枯れオヤジ〜カレセンと呼ばないで〜 第4話（2008年11月、BSフジ） - 湯村涼子 役
- ギラギラ 第4話（2008年11月、ABC・テレビ朝日） - 香月沙梨奈 役
- 探偵Xからの挑戦状! 第6回「セブ島の青い海」（2009年5月、NHK） - 牧野奈緒子 役
- 科捜研の女 第9シリーズ 最終話 （2009年9月、テレビ朝日） - 川瀬春奈 役
- 偉人の来る部屋 第5話（2009年11月、TOKYO MX） - 紫式部 役
- 君たちに明日はない 第6話（2010年2月27日、NHK） - 白井 役
- TAXMEN 第12話（2010年3月、TOKYO MX） - ゼロ 役
- おみやさん 第7シリーズ 第1話 前編（2010年4月15日、テレビ朝日「木曜ミステリー」） - 盛田由香里 役
- ブルドクター 第1話（2011年7月6日、日本テレビ） - 田口良美 役
- 絶対零度〜特殊犯罪潜入捜査〜 第7話（2011年8月23日、フジテレビ） - 深星怜奈 役
- 妄想捜査〜桑潟幸一准教授のスタイリッシュな生活 第2話（2012年1月29日、テレビ朝日） - 橘真紀 役
- 家族八景 Nanase,Telepathy Girl's Ballad 第9・最終話（2012年3月15・22日、MBS） - 高木直子 役
- 恋愛検定 第3話（2012年6月17日、NHK BSプレミアム） - 前田友梨 役
- 原宿ネストカフェ（2012年10月27日、TBS、ドラマ部分） - 結介店長の元カノ 役
- ビター・ブラッド〜最悪で最強の親子刑事〜 第5話（2014年5月13日、フジテレビ） - 関根綾子 役
- 金田一少年の事件簿N（neo） 第8・9話（2014年9月13・20日、日本テレビ） - 冬野八重姫 役
- よろず屋ジョニー 第1話（2015年11月20日、フジテレビTWO）
- お迎えデス。 第3・4話（2016年5月7・14日、日本テレビ） - 矢島美樹 役[36]
- スリル!〜黒の章〜弁護士・白井真之介の大災難 第2話（2017年3月5日、NHK BSプレミアム「プレミアムドラマ」） - 逆瀬川佑美 役
- コウノドリ 第9話（2017年12月8日、TBS） - 篠原沙月 役
- サイレント・ヴォイス 行動心理捜査官・楯岡絵麻 最終話（2018年12月15日、BSテレ東「土曜ドラマ9」） - 楠木ゆりか 役
- さすらい温泉♨遠藤憲一 第11話（2019年3月27日、テレビ東京「ドラマパラビ」） - 並野真歩 役
- 東京独身男子 第5・6話（2019年5月18日・25日、テレビ朝日） - 志水薫 役
- まだ結婚できない男 第5話（2019年11月5日、関西テレビ・フジテレビ系） - 大下エリカ 役
- 刑事7人 SEASON6 第6話（2020年9月9日、テレビ朝日） - 一色朱子 役[37]
- 文豪少年!〜ジャニーズJr.で名作を読み解いた〜 第10話（2021年5月23日、WOWOW） - ヒロイン・大塚 役[38]
- 孤独のグルメ Season9 第5話（2021年8月7日、テレビ東京） - 横山綾香 役
- ドラマ「家、ついて行ってイイですか?」 第6話 (2021年9月18日、テレビ東京) - 荒木真美 役
- 婚活探偵 第3話（2022年1月22日、BSテレ東） - 沢木麗子 役[39]
- ドクターホワイト 第3話（2022年1月31日、フジテレビ） - 岡本絵美里 役
- 相棒season20 第19・20話（2022年3月16・23日、テレビ朝日） - 津崎真茅 役
- オールドルーキー 第7話（2022年8月14日、TBS） - 近藤百合子 役
- シッコウ!!〜犬と私と執行官〜 第5話（2023年8月8日、テレビ朝日） - 花巻利恵 役[40]
- 科捜研の女 season23 第7話（2023年9月27日、テレビ朝日） - 伊東暁代 役[41]
- 放課後カルテ 第8話（2024年12月7日、日本テレビ） - 外崎彩 役[42]
- なんで私が神説教 第3話（2025年4月26日、日本テレビ） - 真山理恵 役[43]

#### 単発ドラマ
- 寿司、食いねェ!4（1997年1月31日、フジテレビ「金曜エンタテイメント」） - 岩崎あかね 役
- 夏の忘れもの（1997年9月、日本テレビ「Shin-D」）
- 疾風のように（1999年10月、NHK）
- そして、友だち（2000年1月8日、テレビ朝日） - 西森佳矢 役
- 曲がり角の女たち（2000年7月4日、日本テレビ「火曜サスペンス劇場」） - 山内美砂 役
- 行きずりの街（2000年9月23日、テレビ朝日「土曜ワイド劇場」） - 広瀬ゆかり 役
- 浅草・花岡写真館（2000年12月3日、BS-i）
- 刑法第三十九条 フラッシュ・バック（2001年2月7日、テレビ東京「女と愛とミステリー」） - 小川霧子 役
- 東京007（2001年10月5日、フジテレビ） - 前川マミ子 役
- 怪談百物語「怪談源氏物語」（2002年11月26日、フジテレビ） - 葵上 役
- アシ!（2003年1月10日、テレビ朝日）
- ご近所探偵TOMOE（2003年3月29日、WOWOW「ドラマW」） - 主演・石丸ともえ 役
- ダムド・ファイルシーズンI「東谷山・守山区」（2003年9月19日、名古屋テレビ） - 主演・大谷亮子 役
- 家政婦は見た!22（2004年1月10日、テレビ朝日「土曜ワイド劇場」） - 糸永万里 役
- 怪談スペシャル「鬼婆」（2005年8月2日、フジテレビ） - おとき 役
- 対岸の彼女（2006年1月15日、WOWOW「ドラマW」） - 岩淵 役
- ビネツ 〜美肌の誘惑 現代エステ大奥物語〜（2006年11月21日、日本テレビ「火曜ドラマゴールド」） - 加藤サリ 役
- マグロ（2007年1月4日・5日、テレビ朝日） - 坂崎康子 役
- 悪魔が来りて笛を吹く（2007年1月5日、フジテレビ） - 菊江 役
- 春らん漫!花の京都熟年探偵団!（2007年4月21日、ABC「土曜ワイド劇場」） - 桜井美奈 役
- 今日は渋谷で6時（2008年1月5日、フジテレビ） - 橋本由香里 役
- ゆっくり歩け、空を見ろ（2008年4月1日、関西テレビ） - 後藤先生 役
- これでいいのだ!! 赤塚不二夫伝説（2008年11月1日、フジテレビ「土曜プレミアム」） - 再現ドラマ部分・赤塚不二夫の最初の妻・登茂子 役
- 兄帰る（2009年2月14日、WOWOW「ドラマW」） - 野田理沙 役
- 浅見光彦シリーズ 歌枕殺人事件 （2009年10月2日、フジテレビ） - 朝倉理絵 役
- 私が初めて創ったドラマ「俺んちの神様」（2010年10月1日、NHK-BShi） - 有栖川正宗の隣人 役
- 目線（2010年12月17日、フジテレビ「金曜プレステージ」） - 松浦美佐子 役
- 世にも奇妙な物語（フジテレビ）
  - 21世紀 21年目の特別編「ドッキリチューブ」（2011年5月14日） - 緒方佑子 役
  - 21 秋の特別編「ふっかつのじゅもん」（2021年11月6日） - ヒロイン・中岡美紀 役[44]
- ショートピース2（2011年5月22日、フジテレビ）
  - Story.12「クズ」 - 経理・佐野 役
  - Story.16「帰郷」 - 主人公 役
- ヨメとダンナの493日〜おもろい夫婦の「がんフーフー日記」〜（2012年3月4日、NHK BSプレミアム） - 粒来睦 役
- 猫弁〜死体の身代金〜（2012年4月23日、TBS） - 伊藤ゆかり 役
- Dear ママ（2012年12月23日、フジテレビ） - 平山恵 役
- 黒い十人の黒木瞳II（2012年12月29日、NHK BSプレミアム）
  - 「黒い哲夫の妻」 - 女 役
  - 「黒い病室の女」
- Dr.検事モロハシ〜新たなる生命〜（2014年7月1日、フジテレビ） - 岩田紀子 役
- テミスの剣（2017年9月27日、テレビ東京） - 堂島ひとみ 役
- カラスになったおれは地上の世界をみおろした。（2018年11月10日、NHK BSプレミアム） - 坂口静代 役
- 警視庁ひきこもり係（2021年8月5日、テレビ朝日） - 高瀬美幸 役
- 七人の秘書スペシャル（2022年10月2日、テレビ朝日） - 天野みゆき 役[45]
- 霊験お初〜震える岩〜（2024年5月4日、テレビ朝日） - およし 役[46]

#### その他テレビ番組
- 蝶々夫人は実在した!（1997年、テレビ朝日「サンデープレゼント」）
- 故郷〜京都から21世紀のアジアへ（2001年、KBS京都）
- “邪馬台国”を掘る（2011年1月23日、NHK）
- くらしのサプリ!集合!○○三姉妹（2012年8月 - 2013年3月、BS朝日）

### DVDドラマ
- セレぶり3 Update ver.1.0（2010年7月） - 主演・ジョナ（小川おたみ） 役

### WEB配信

#### ドラマ
- フィルム（2005年、NETCINEMA.TV、全3話） - 主演・理恵 役
- 日刊モテ男☆ニュース（2007年、Yahoo! JAPAN特集サイト）
- Cradle［クレイドル］ -眠れぬ夜の子守唄-（2007年、日本ベーリンガーインゲルハイム、全10話） - 主演・小山美羽 役
- 春休みの恋人（2011年、FINDOGA・フジテレビ On Demand・フジテレビONE・フジテレビTWO） - 澤部若菜 役
- エセ肉食女の恋愛事情（2011年、BeeTV、全12話） - 藤堂瞳 役
- ファイナルライフ -明日、君が消えても- シーズン1（2017年、Amazonプライム・ビデオ、全12話） - 叶理沙 役
- やれたかも委員会 シーズン1 人妻編（2018年、AbemaTV） - 阿藤美由紀 役
- 覆面D（2022年、AbemaTV、全8話） - 小橋恵子 役

#### その他
- 続・セレぶり3 〜もっと必死にセレぶりたい!〜（2009年、アメーバスタジオ）

### ラジオドラマ
- 円都通信　SEEDS OF MOVIES（ラジオドラマ）「Bandage」（2005年2月、TOKYO FM） - 矢野仁美 役
- FMシアター（NHK-FM）
  - 「ケンタウルスの死」（2008年1月12日）
  - 「消えたカラスを探して」（2013年6月8日） - 主演・舞子 役　※第41回創作ラジオドラマ大賞
  - 「雨傘の音色」（2014年3月22日） - 麻美 役　※第34回BKラジオドラマ脚本賞佳作
- 青春アドベンチャー「放課後はミステリーとともに」（2011年9月26日 - 10月7日、NHK-FM） - 小笠原玲華・森野美沙 役
- 特集オーディオドラマ（NHK-FM）
  - 「鳥の名前の少年 あるいは、ある小惑星探査機の冒険」（2011年12月24日） - 少女・ミューズ 役
  - 「昭和20年のベートーベン ～焼跡に響いた第九～」（2015年8月15日） - 若き日の昭子 役

### 舞台
- 鈍獣（2004年7月-9月） - 順子 役
- コール（2009年1月-3月） - 山崎の妻・晴子 役
- セレぶり3 オン・ステージ 〜セレブは夏に恋するものだ〜（2009年8月） - 主演・ジョナ（小川おたみ） 役
- U-1グランプリ case03 『職員室』（2010年4月-5月）
- セレぶり3 ラストステージ 〜セレブは惜しまれつつ解散するものだ〜（2010年7月） - 主演・ジョナ（小川おたみ） 役
- M&O plays+PPPPプロデュース「窓」（2010年9月） - 女優・香澄 役
- テキサス -TEXAS-（2012年3月-4月、パルコ劇場）
- 星回帰線（2016年10月、東京芸術劇場、シアターウエストほか）
- サメと泳ぐ（2018年9月-10月、世田谷パブリックシアターほか） - ドーン 役
- 朗読劇 もうラブソングは歌えない「Re:」（2020年8月、東京国際フォーラム）
- After Life（2023年7月-8月、新国立劇場ほか） - 1番 役
- 『GOOD』-善き人-（2024年4月、世田谷パブリックシアターほか）[47]

### プロモーションビデオ
- ポルノグラフィティ 「ジョバイロ」（2005年）
- 遊助 「ひと」（2010年）

### CM
- ヤマザキナビスコ「オレオチョコレートパイ」（1996年）
- キリンビバレッジ「キリンレモンセレクト」（1997年）
- 資生堂「アクエア薬用Cパック美白ウォーター」（2000年）
- 日本リーバ「NEWレセナ」（2001年）
- 花王「メンズビオレ」（2008年）
- イマージュ「モテキ」コラボレーションCM（2010年）

## 写真集
- 『CYAN シアン』（1998年、写真：田村玲央奈、東宝出版）
- 『月刊 野波麻帆』（1999年、写真：平間至、新潮社）
- 『恋少女』（2000年、写真：荒木経惟、マガジンハウス）
- 『脱輪』（2001年、写真：藤代冥砂、角川書店）

### デジタル写真集
- 『KILLER QUEEN』（2010年、写真：宮澤正明、image.tv グラビアNet 2010年9月号）